# Şükrü Kaya
Şükrü Kaya (ur. 1883 na wyspie Kos, zm. 10 stycznia 1959 w Stambule) – turecki urzędnik państwowy i polityk kemalistowski. Minister spraw zagranicznych Turcji (1924–1925) w rządzie Fethiego, długoletni (1927–1938) minister spraw wewnętrznych Turcji, zdymisjonowany po śmierci Kemala Atatürka.